# Nhiễm trùng đường hô hấp dưới
Đây là một thuật ngữ y học (có tên tiếng Anh là lower respiratory tract infection-LRTI) thường chủ yếu do vi khuẩn và virus gây ra.

### Nhiễm khuẩn đường hô hấp dưới do vi khuẩn
- Các vi khuẩn điển hình:
- Haemophilus influenzae.
- Streptococcus pneumoniae (phế cầu khuẩn).
- Moraxella catarrhalis.

Các vi khuẩn không điển hình:
- Mycoplasma pneumoniae.
- Chlamydia pneumoniae.
- Legionella pneumophila.

### Nhiễm khuẩn đường hô hấp dưới do virus
- Các virus á cúm (Parainfluenza Virus).
- Virus cúm A và B.
- Adenovirus, Rhinovirus.
- Các virus hợp bào hô hấp (respiratory syncytial virus).

Các loại vi khuẩn và virus này thường tồn tại dưới dạng mầm bệnh ở trẻ vị thành niên và thanh niên, đặc biệt là phế cầu khuẩn. Vi khuẩn này là nguyên nhân thường gặp dẫn tới viêm phổi và viêm phế quản. Ở người trưởng thành và lớn tuổi, các vi khuẩn Gram âm và Legionella là nguyên nhân chính dẫn tới nhiễm khuẩn đường hô hấp dưới. Đặc biệt những người hút thuốc có tỷ lệ viêm đường hô hấp cao do hệ thống niêm mạc bị tổn thương, tạo điều kiện dễ dàng cho các virus Klebsiella pneumoniae tấn công.
Ngoài lý do là vi khuẩn và virus, viêm đường hô hấp dưới có thể do các nguyên nhân khác gây nên, gồm: các tác nhân lý hoá như không khí lạnh, chất kích ứng ở dạng khí, bụi, hoá chất, khói thuốc lá, khói xe,... Đối với viêm phổi mãn tính: khói thuốc là nguyên nhân hàng đầu.

## Triệu chứng bệnh Viêm đường hô hấp dưới
Triệu chứng viêm đường hô hấp dưới thường thể hiện qua:
- Triệu chứng liên quan đến khí quản: khàn giọng, khó nói.
- Triệu chứng liên quan đến phế quản: ho khan, ho kèm theo đờm, nặng tức ngực.
- Triệu chứng liên quan đến tiểu phế quản: khó thở, thở khò khè, thở rít.
- Triệu chứng tổn thương phổi: khó thở, đau ngực khi hít sâu, ho khạc đờm, ho ra máu.

Triệu chứng viêm đường hô hấp dưới cụ thể với từng loại bệnh:

### Triệu chứng viêm phế quản cấp tính
Giai đoạn ủ bệnh: Sau khi tiếp xúc với virus, người bệnh sẽ có thời gian từ một đến ba ngày ủ bệnh và không có triệu chứng gì trong thời gian này.
Giai đoạn viêm long đường hô hấp trên: trong giai đoạn này, bệnh nhân có các triệu chứng của viêm đường hô hấp trên như:
- Hắt hơi.
- Sổ mũi.
- Đau họng.
- Sốt nhẹ.
- Mệt mỏi, đau nhức cơ, khớp.
- Giai đoạn viêm phế quản cấp: Bệnh nhân sẽ có các triệu chứng sau:
  - Ban đầu là ho khan, sau đó ho kèm theo đờm (đờm có thể có màu trắng, vàng, đục hoặc đôi khi kèm theo máu).
  - Đau rát xương ức khi ho.

### Triệu chứng viêm phế quản mãn tính
Triệu chứng thay đổi khác nhau tùy giai đoạn:
- Giai đoạn mới bắt đầu triệu chứng xuất hiện là ho và khạc ra đờm. Ho xảy ra từng đợt, nhiều lần trong năm, đặc biệt khi trời lạnh hoặc thời tiết thay đổi, có thể ho khan hoặc ho kèm đờm có màu trắng và bọt. Khi tình trạng ho kéo dài nhiều ngày, đờm sẽ đặc hơn, có màu vàng và mủ.
- Giai đoạn muộn hơn bệnh nhân sẽ cảm thấy khó thở, nặng nề như bị đè nén trong lồng ngực.
- Ngoài ra còn một số triệu chứng không thường xuyên khác có thể kể đến như sút cân, da dẻ xanh xao, tim đập nhanh.

### Triệu chứng viêm phổi
Tuỳ vào tác nhân gây bệnh mà triệu chứng và tiến triển của bệnh có thể thay đổi khác nhau đôi chút.
Viêm phổi do tác nhân vi khuẩn điển hình: bệnh nhân có triệu chứng:
- Rét run.
- Sốt cao trên 39 °C, kèm theo ho khạc đờm và đau tức màng phổi.
- Khó thở.
- Nhịp thở nhanh trên 30 lần/phút.
- Có thể xuất hiện những mụn nước ở môi.

Viêm phổi do tác nhân vi khuẩn không điển hình hoặc virus: Đa phần xảy ra ở trẻ em và người lớn tuổi, với những triệu chứng âm thầm hơn:
- Sốt nhẹ.
- Nhức đầu.
- Ho khan.
- Mệt mỏi.

## Đường lây truyền bệnh Viêm đường hô hấp dưới
Viêm đường hô hấp dưới gây ra bởi nhiễm khuẩn có thể lây truyền qua đường hô hấp. Vi khuẩn và virus có thể ẩn chứa trong giọt nước bọt bắn ra lúc ho và lây truyền từ người này sang người khác.

## Đối tượng nguy cơ bệnh Viêm đường hô hấp dưới
Bất kì ai cũng có nguy cơ bị viêm đường hô hấp dưới, nhưng bệnh thường gặp nhiều hơn ở các đối tượng sau:
- Trẻ nhỏ và người cao tuổi.
- Người hút thuốc lá.
- Người mắc các bệnh phổi mãn tính như hen phế quản.

## Phòng ngừa bệnh Viêm đường hô hấp dưới
Nguyên tắc chung để phòng ngừa viêm đường hô hấp dưới là tránh để bị nhiễm vi khuẩn hoặc virus gây bệnh. Điều này có thể được thực hiện qua các biện pháp sau:
- Che miệng khi ho hoặc hắt xì.
- Hạn chế tiếp xúc với người có mầm bệnh.
- Giữ gìn vệ sinh cá nhân, rửa tay sạch sẽ để tránh mầm bệnh.
- Không hút thuốc lá, tránh xa khói thuốc.
- Đeo khẩu trang khi ra đường, tránh tiếp xúc với môi trường ô nhiễm.
- Tiêm vaccine Chủng ngừa phế cầu khuẩn, chủng ngừa virus.
- Giữ ấm cơ thể vào mùa lạnh, đặc biệt các bộ phận như cổ, ngực.
- Nâng cao hệ miễn dịch thông qua các hoạt động thể chất và chế độ ăn uống lành mạnh.

## Các biện pháp chẩn đoán bệnh Viêm đường hô hấp dưới
Thông thường, các bác sĩ sẽ dựa vào các triệu chứng lâm sàng của bệnh nhân và kết hợp lắng nghe hơi thở lồng ngực bệnh nhân để đưa ra chẩn đoán. Một số phương pháp cũng có thể được đề nghị để chẩn đoán chính xác hơn:
- Chụp X-quang phổi để xác định mức độ nhiễm trùng.
- Xét nghiệm máu và đờm giúp xác định loại vi khuẩn gây bệnh, từ đó sử dụng loại kháng sinh phù hợp nhất.

## Các biện pháp điều trị bệnh Viêm đường hô hấp dưới

### Đối với viêm phế quản cấp tính
Đa số các trường hợp diễn tiến nhẹ nhàng, điều trị giảm triệu chứng là chính. Do dạng viêm đường hô hấp dưới này gây nên bởi virus nên việc điều trị bằng kháng sinh là không cần thiết. Bệnh nhân có thể điều trị tại nhà bằng cách:
- Nghỉ ngơi nhiều
- Dùng thuốc giảm ho, hạ sốt
- Uống nhiều nước
- Súc miệng nước muối nhạt ấm

Tuy nhiên một số trường hợp bệnh diễn tiến nặng thì cần đến các cơ sở y tế để được khám và nhận tư vấn của bác sĩ.

### Đối với viêm phế quản mãn tính
- Có thể dùng thuốc giãn phế quản chống co thắt như Théostart, Salbutamol,...Các thuốc này có tác dụng làm thông đường thở của bệnh nhân giúp việc trao đổi khí dễ dàng hơn.
- Do tổn thương cơ bản trong viêm phế quản mãn tính làm tắc nghẽn đường thở nên cơ thể không được cung cấp đủ lượng oxy cần thiết. Thở oxy là biện pháp điều trị được sử dụng khi viêm phế quản mãn tính nặng và ít đáp ứng với thuốc điều trị.

### Đối với viêm phổi
- Điều trị dùng kháng sinh sớm và phù hợp trong thời gian từ 5-10 ngày. Kháng sinh có thể được dùng hai hoặc ba loại theo đường chích hay uống tuỳ theo chỉ định của bác sĩ. Trường hợp bệnh nhẹ hoặc trung bình có thể điều trị ngoại trú. Đối với trường hợp nặng và có nhiều yếu tố nguy cơ thì cần nhập viện điều trị.
- Khi có dấu hiệu suy hô hấp như khó thở, xanh tím, co kéo cơ hô hấp phụ thì cần sử dụng oxy hỗ trợ.
- Sử dụng các thuốc điều trị triệu chứng khi cần thiết để giảm ho, hạ sốt, giảm đau.
- Cần theo dõi tái khám để phát hiện các triệu chứng trở nặng hay can thiệp khi biến chứng xuất hiện.